# Justin Hurwitz
Justin Hurwitz, né le 22 janvier 1985 à Los Angeles, en Californie, est un compositeur de musiques de film et scénariste américain. 
Il est notamment connu pour ses collaborations avec le cinéaste Damien Chazelle, notamment sur les films Whiplash (2014) et La La Land (2016), pour lequel il obtient deux Oscars en 2017 dans les catégories meilleure chanson originale (City of Stars) et meilleure musique de film,,.
Hurwitz et Chazelle se sont rencontrés à l'université Harvard, où ils ont joué dans le même groupe et sont devenus colocataires.

## Filmographie

### Cinéma
- 2009 : Guy and Madeline  de Damien Chazelle
- 2014 : Whiplash de Damien Chazelle
- 2016 : La La Land de Damien Chazelle
- 2018 : First Man : Le Premier Homme sur la Lune de Damien Chazelle
- 2022 : Babylon de Damien Chazelle

### Télévision
- 2011 : Les Simpson (épisode : Mémoire effacée)
- 2011-2015 : The League (sept épisodes)

## Distinctions

### Récompenses
- Goldens Globes 2017 :
  - Meilleure musique de film pour La La Land
  - Meilleure chanson originale pour City of Stars dans La La Land
- Oscars du cinéma 2017 :
  - Meilleure musique de film pour La La Land
  - Meilleure chanson originale pour City of Stars dans La La Land
- British Academy Awards 2017 : Meilleure musique de film pour La La Land
- Golden Globes 2019 : Meilleure musique de film pour First Man
- Golden Globes 2023 : Meilleure musique de film pour Babylon
- Paris Films Critics Awards 2024 : Meilleure musique  pour Babylon

### Nominations
- Oscars 2017 : Meilleure chanson originale pour Audition (The Fools Who Dream) dans La La Land
- Oscars 2023 : Meilleure musique de film pour Babylon